# 斎藤春香
斎藤 春香（さいとう はるか、1970年3月14日 - ）は、青森県弘前市出身の女子ソフトボール選手（内野手）・指導者。元日立ソフトウェア所属。元ソフトボール日本代表監督。2008年北京オリンピック優勝監督。

## 経歴
弘前市立第一中学校に入学してソフトボール部に入部し、青森県立弘前中央高等学校に進学後もソフトボールを続けた。
高校を卒業して1部リーグの実業団・日立ソフトウェアで活躍。二塁手として、1部リーグのベストナイン賞に3回、打者としては2回選ばれた非常に優秀な選手であった。選手生活の後半〜終わり頃には、特に打者として活躍し、チームでは1番、左打者を任されチームをリーグ戦の上位に幾度となく導いた。また、アトランタ、シドニー、アテネと3大会連続で五輪に出場し、日本の主砲としてその実力を発揮した。2004年に現役を引退し、同年、監督に就任。
斎藤は監督就任後、チームを連続して決勝トーナメントへと進出させた。また、選手の体やメンタルの限界をよく見抜いて試合に出場させたことも信頼へと繋がった。その後、2011年にチームから完全に離れて故郷へ戻るが、決勝トーナメント出場常連だったチームの弱体化を憂い、2019年に再び日立の監督に就任。
- 1985年 - 青森県立弘前中央高等学校入学。
- 1987年 - 国体ベスト4。
- 1988年 - 青森県立弘前中央高等学校卒業。
- 1994年 - 世界選手権、アジア大会出場。
- 1996年 - アトランタオリンピック出場（4位）。プエルトリコ戦では満塁本塁打を含む3打席連続本塁打と大活躍した。
- 1998年 - 世界選手権、アジア大会出場。
- 1999年 - 日立ソフトウェアコーチ兼任選手（～2003年）。
- 2000年 - 2000年シドニーオリンピック出場（銀メダル）。
- 2001年 - 世界選手権アジア地区予選出場。
- 2002年 - 世界選手権、アジア大会出場。
- 2004年 - 日立ソフトウェア監督（～2006年）。選手兼任監督はこの1年のみ。
- 2004年 - 2004年アテネオリンピック出場（銅メダル）。
- 2006年 - ソフトボール日本代表監督（12月～）。
- 2008年 - 正式競技最後となる2008年北京オリンピックで監督として金メダル獲得に導く。紫綬褒章を受章（オリンピックのチームとして）。
- 2011年 - 日本代表監督を退任。弘前市教育委員会職員に採用。保健体育課主査となる。
- 2012年 - 東北楽天ゴールデンイーグルスが開設した小学生向け「楽天イーグルスソフトボールスクール」のトレーニングメニューの監修を担当。
- 2019年 - 日立サンディーバ[注 2]監督に復帰（～2020年）。
- 2023年 - 岩手県花巻市にある花巻東高等学校のソフトボール部監督に就任。

## 人物・エピソード
2004年に現役を引退し、監督に就任した背景には、チームの黄金期を共に支えた石川多映子が2002年に引退したことを皮切りに、チームの変革期という厳しい状況が訪れていたこともあった。黄金期を支えた既存のメンバーも何人か引退を考える中（直接の原因は、長年の過酷な練習による怪我が元で不調が続き、なかなか試合に出られなかったことが原因。なお、当該チームに限らず、監督に見放されたり、そのように選手が強く感じることも多い。出場するチャンスに恵まれず、また年齢による限界を感じてグラウンドを去る選手は少なくない）、斎藤はある選手に対して、必ず一定程度は試合に出場させるから、なんとか残ってくれないかと引き留めたエピソードがある。
北京オリンピックにおいて、日本チームが金メダルを獲得した時のウィニングボールを所有している（監督には金メダルが贈られないため）。1塁審判のアウトの宣言を聞いた途端、ファーストの佐藤理恵がボールを高々と放り上げ、歓喜の渦が巻き起こる中でボールの行方は分からなくなっていた。後にこのボールは関係者によって密かに回収され、斎藤に渡されたという。
地元・弘前にある弘前市運動公園野球場の愛称「はるか夢球場」は、斎藤に因んで2012年に命名された。

## 詳細情報

### 背番号
- 3（1988 - 1990）
- 10（1991 - 1992）
- 24（1993 - 1998）
- 31（1999 - 2003）
- 30（2004[注 3]）